# Alexandra Trúsova
Alexandra Viacheslávovna Trúsova (en ruso: Александра Вячеславовна Трусова, de casada Alexandra Ignátova; Riazán, 23 de junio de 2004) es una deportista rusa que compite en patinaje artístico, en la modalidad individual.
Participó en los Juegos Olímpicos de Pekín 2022, obteniendo una medalla de plata en la prueba individual.
Ganó una medalla de bronce en el Campeonato Mundial de Patinaje Artístico sobre Hielo de 2021 y dos medallas en el Campeonato Europeo de Patinaje Artístico sobre Hielo, en los años 2020 y 2022.
En 2022 fue condecorada con la Medalla de la Orden al Mérito de la Patria de primer grado.

## Palmarés internacional
| Juegos Olímpicos   | Juegos Olímpicos   | Juegos Olímpicos  | Juegos Olímpicos |
| Año                | Lugar              | Medalla           | Prueba           |
| ------------------ | ------------------ | ----------------- | ---------------- |
| 2022               | Pekín (China)      | Medalla de plata  | Individual       |
| Campeonato Mundial |                    |                   |                  |
| Año                | Lugar              | Medalla           | Categoría        |
| 2021               | Estocolmo (Suecia) | Medalla de bronce | Individual       |
| Campeonato Europeo |                    |                   |                  |
| Año                | Lugar              | Medalla           | Categoría        |
| 2020               | Graz (Austria)     | Medalla de bronce | Individual       |
| 2022               | Tallin (Estonia)   | Medalla de plata  | Individual       |